# A rettegés arénája (film)
A rettegés arénája (eredeti cím: The Sum of All Fears) 2002-ben bemutatott amerikai akciófilm Phil Alden Robinson rendezésében. Tom Clancy amerikai bestseller író azonos című, a Jack Ryan könyvsorozat ötödik részeként megjelent regénye alapján készült. A film zenéjét Jerry Goldsmith komponálta. A főbb szerepekben Ben Affleck, Morgan Freeman, Ian Mograin és James Cromwell látható.
A film készítése 68 millió amerikai dollárba került, ám világviszonylatban ennek közel háromszorosát hozta a jegypénztáraknál.

## Cselekmény
Jack Ryan (Ben Affleck) az amerikai titkosszolgálat, a CIA tanácsadója újabb veszélyes megbízatást kap. Az orosz elnök hirtelen meghal, szinte ismeretlen utódja nyugtalanságot kelt az amerikaiak között. Jack az egyetlen, aki közelebbről is ismeri az új elnököt és gondolkodását. Egy neonáci csoport szert tesz egy harminc éve eltűnt izraeli nukleáris fegyverre. Terveik szerint Amerika szívében, az amerikai foci kupadöntőjén, a Superbowl éjszakáján robbantják fel a Baltimore-i stadiont. A merénylet gyanúját az oroszokra akarják hárítani, hogy összeugrasszák a két szuperhatalmat. Eljön a pillanat, amikor Jack Ryan egyedül áll az amerikai elnök és a háborút elindító vörös gomb közé.

## Szereplők
| Szereplő                                | Színész           | Magyar hang         |
| --------------------------------------- | ----------------- | ------------------- |
| Jack Ryan                               | Ben Affleck       | Széles Tamás        |
| William Cabot, CIA-igazgató             | Morgan Freeman    | Barbinek Péter      |
| Robert `Bob` Fowler elnök               | James Cromwell    | Dobránszky Zoltán   |
| Pollack admirális                       | Ken Jenkins       | Szalai Imre         |
| John Clark                              | Liev Schreiber    | Laklóth Aladár      |
| Gene Revell, nemzetbiztonsági tanácsadó | Bruce McGill      | Papp János          |
| Lasseter tábornok                       | John Beasley      | Holl János          |
| David Becker, védelmi miniszter         | Philip Baker Hall | Versényi László     |
| Zorkin elnök                            | Richard Marner    | eredeti nyelven     |
| Rudy                                    | Dale Godboldo     | Barabás Kiss Zoltán |
| Mary Pat Foley                          | Lee Garlington    | Igó Éva             |
| Dillon                                  | Jamie Harrold     | Megyeri János       |
| Dressler                                | Alan Bates        | Németh Gábor        |
| Dr. Cathy Muller                        | Bridget Moynahan  | Csarnói Zsuzsa      |
| Jessup szenátor                         | Josef Sommer      | Horkai János        |
| Olson                                   | Colm Feore        | Fazekas István      |
| Nemerov elnök                           | Ciarán Hinds      | Czvetkó Sándor      |
| Rand tábornok                           | Frank Fontaine    |                     |
| Nemerov tolmácsa                        | Mariusz Sibiga    | Katona Zoltán       |
| Anatolij Gruskov                        | Michael Byrne     | Izsóf Vilmos        |
| Saratkin tábornok                       | Lev Prygunov      | Cs. Németh Lajos    |
| Sidney Owens, külügyminiszter           | Ron Rifkin        | Varga T. József     |
| Dubinin tábornok                        | Evgeniy Lazarev   | Várday Zoltán       |
| Monsieur Monceau                        | Marcel Sabourin   | Uri István          |
| Jared Mason                             | Joel Bissonnette  | F. Nagy Zoltán      |
| Mason kollégája                         | Kwasi Songui      | Hegedüs Miklós      |
| Lorna Shiro százados                    | LisaGay Hamilton  | Agócs Judit         |
| Őr a Pentagonban                        | Conrad Pla        | Bordás János        |
| Wilkes tábornok                         | Philip Akin       | Varga Tamás         |